# 小西泰孝
小西 泰孝（こにし　やすたか、1970年 - ）は、日本の構造家。武蔵野美術大学教授。

## 来歴
千葉県に生まれる。父親も構造家だった。
1995年に東北工業大学工学部建築学科を卒業し、日本大学大学院理工学研究科（建築学専攻）に進み 1997年に修士課程を修了した。 同年、佐々木睦朗構造計画研究所に入社する。 2002年に小西泰孝建築構造設計を設立した。 
2017年に武蔵野美術大学造形学部建築学科教授に就任した。

## 人物
少年時代よりアマチュア無線を愛好していた。また、鮎釣りも嗜む。

## 賞歴
- 第3回日本構造デザイン賞（神奈川工科大学KAIT工房[5]）- 2008年
- 第24回JSCA賞奨励賞（熊本駅西口駅前広場[6][7]） - 2013年

## 代表作
括弧内は設計建築家。
構造設計
- 上州富岡駅（武井誠+鍋島千恵）[4]
- TWIST（粕谷淳司＋粕谷奈緒子）[4]
- 神奈川工科大学KAIT工房（石上純也）[4]
- アトリエ・ビスクドール（前田圭介）[4]
- 山本別邸・蓼科（横河健）[4]
- 熊本駅西口駅前広場（佐藤光彦）[4]
- House in ABIKO（布施茂）[4]
- 茶屋が坂の家（近藤哲雄）[4]
- 七ヶ浜町遠山保育所（高橋一平）　[4]
- 立川市立第一小学校 柴崎図書館・学童保育所・学習館（CAt）[4]
- 中国美術学院民芸博物館（隈研吾）[4]

構造作品
- 国立新美術館 加山又造展会場構成（乾久美子）[4]
- メゾンエルメス クリスチャン・ボヌフォワ展会場構成（中山英之）[4]